# Arnz & Comp.

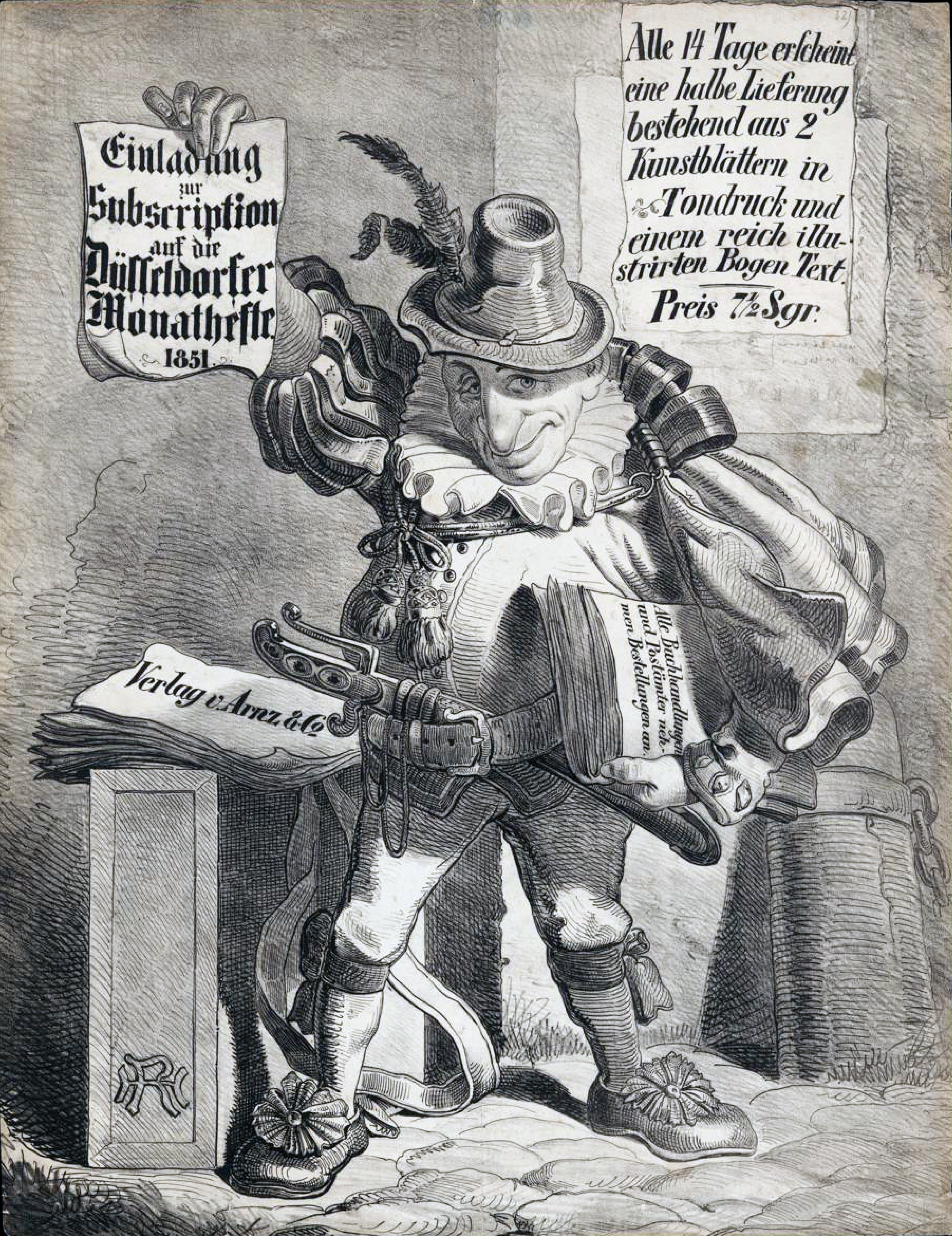
Subskriptionswerbung für die im Verlag Arnz & Co. herausgegebenen Düsseldorfer Monathefte, Stich von Henry Ritter, 1851

Das Unternehmen Arnz & Comp., auch Arnz & Co. oder Arnz & Cie., war eine im Verlagswesen tätige Compagnie, die die Brüder Heinrich und Josef Arnz sowie der Musikalienhändler Johann Christian Winckelmann zu Beginn des 19. Jahrhunderts in Düsseldorf (Königreich Preußen) gegründet hatten. Im Verbund mit dem Verein zur Verbreitung religiöser Bilder, der Produktion der Düsseldorfer Kupferstecherschule unter Joseph von Keller und dem Kunstverein für die Rheinlande und Westfalen hatte das Unternehmen großen Einfluss auf die internationale Verbreitung des druckgrafischen Werks der Düsseldorfer Malerschule.

## Geschichte

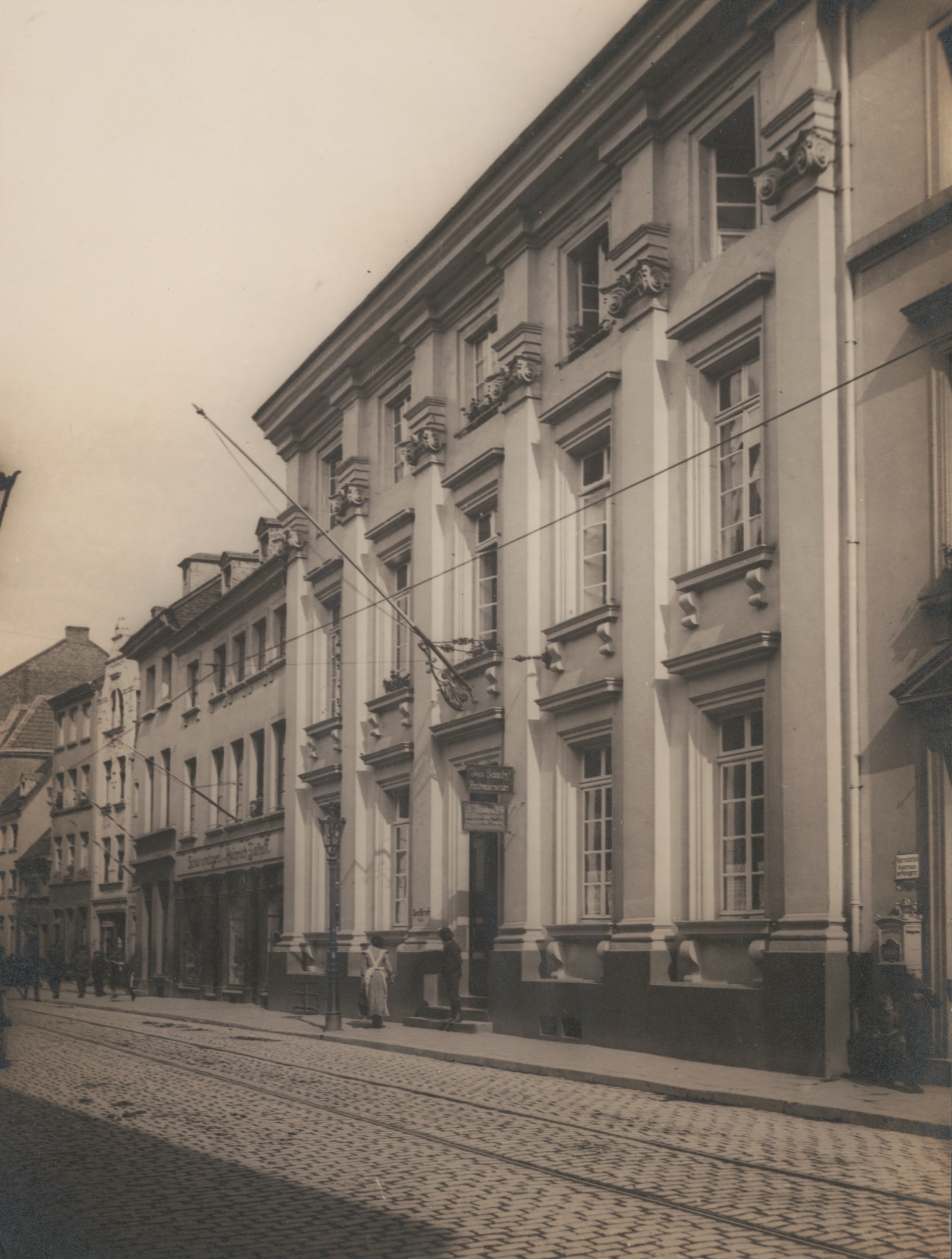
Palais Spinrath, um 1910

Die 1815/1816 unter dem Namen Arnz & Winckelmann gegründete Firma, die sich anfangs durch Geschäftsdrucksachen einen Namen gemacht hatte, begann sich ab 1817 als Verlag von Karten, Atlanten und naturwissenschaftlichen Werken zu betätigen. Ab 1820 firmierten die Teilhaber im Adressbuch Düsseldorfs als Arnz & Comp., lithographische Anstalt. In einer Zeit der „Bilderlust“ setzten sie auf neue Drucktechniken, die höhere Auflagen als die bis dahin üblichen Tiefdruckverfahren ermöglichten. Dem persönlichen Interesse Winckelmanns, seit 1805 einer der Protagonisten des „Bergischen Deutschen Theaters“, wird zugeschrieben, dass die Firma Arnz & Comp. das Theaterleben Düsseldorfs durch die Veröffentlichung von Theater-Bilderbogen und andere Illustrationen begleitete. 1825 bezogen Arnz & Comp. einen modernen Druckereibetrieb in den Gebäuden des ehemaligen Cölestinerinnenklosters und nachmaligen Palais Spinrath an der Ratinger Straße 15 (vormals 179). Der Betrieb beschäftigte rund 100 Arbeiter. 1828 schied Winckelmann aus der Sozietät aus, um in Berlin das Unternehmen Winckelmann & Söhne  zu gründen, das sich auf Bilderbögen und Kinderbücher spezialisierte und bis 1929 als Verlagsbuchhandlung weiter existierte. Mit Winckelmann verließ auch der Zeichner und Illustrator Theodor Hosemann das Unternehmen in Richtung Berlin.

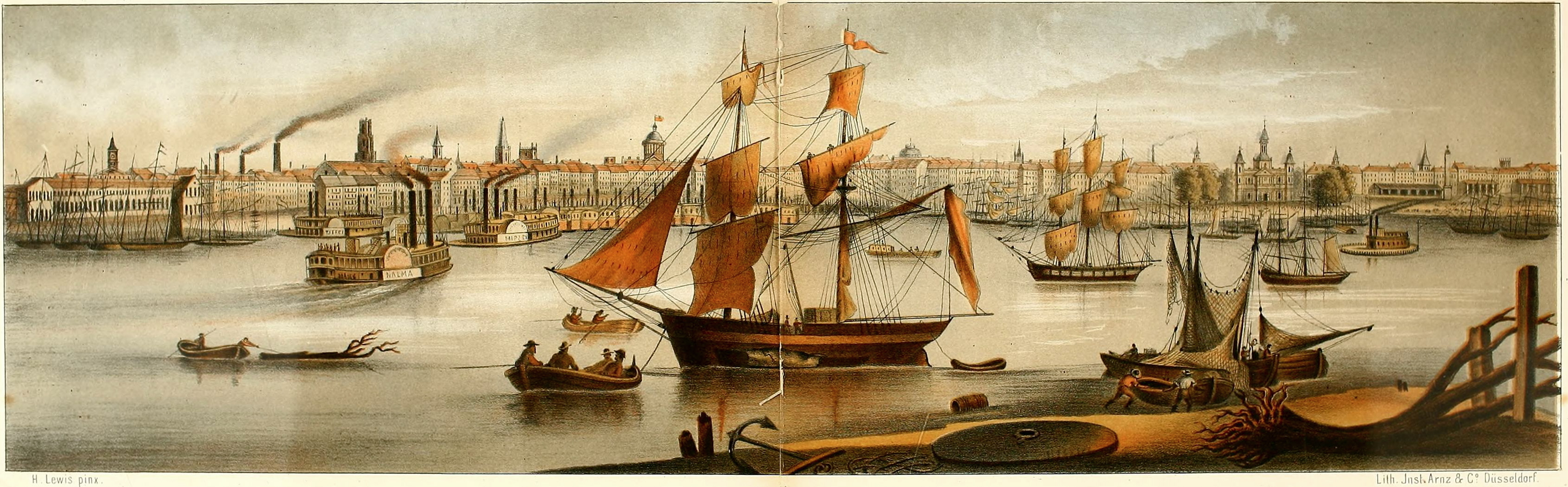
New Orleans (Louisiana), doppelseitiges Panoramabild, Lithografie von Henry Lewis in: Das illustrirte Mississippithal, Arnz & Comp., Düsseldorf 1857

Heinrich Arnz gehörte zu den frühen Unterstützern des Kunstvereins für die Rheinlande und Westfalen. In den Jahren 1828 bis 1847 standen noch die „Merkantil-Lithographie“ sowie anonyme Stadt- und Landschaftsansichten im Mittelpunkt des Programms. Außerdem erwarb die Firma Arnz & Comp. durch ihre Verlagsprodukte in den Bereichen Geographie, Botanik und Medizin einen Ruf. In den Jahren 1833 bis 1857 stieg die Zahl der eingesetzten Druckpressen von fünf auf 22, die der Mitarbeiter von 38 auf 89. Eine Filiale im niederländischen Leiden unter der Geschäftsführung von Heinrich Arnz’ Sohn August (1813–1846) übernahm ab 1840 einen großen Teil der naturkundlichen Publikationen. Zu diesen zählen Veröffentlichungen des Botanikers Theodor Friedrich Ludwig Nees von Esenbeck, der zu der Familie Arnz eine enge Freundschaft pflegte und 1826 Taufpate von Heinrich Arnz’ zweitjüngstem Sohn Friedrich (1826–1883) wurde. 
1841 verstarb der Mitgesellschafter Josef Arnz. Dem verbleibenden Gesellschafter Heinrich Arnz standen bis zu seinem Tod seine Söhne Carl (1821– nach 1860) und Otto (1823– nach 1860) zur Seite. Die Tochter Julie (1827–1896) hatte 1851 den Maler Oswald Achenbach geheiratet, welcher im Palais Spinrath sein Atelier hatte. Zwei Jahre nach dessen Tod, 1856, überführten sie das Unternehmen in eine Kommanditgesellschaft. In dieser waren der Fabrikant Friedrich Bünger, der Bankier Louis Endris und Gustav Köppelmann weitere Gesellschafter.

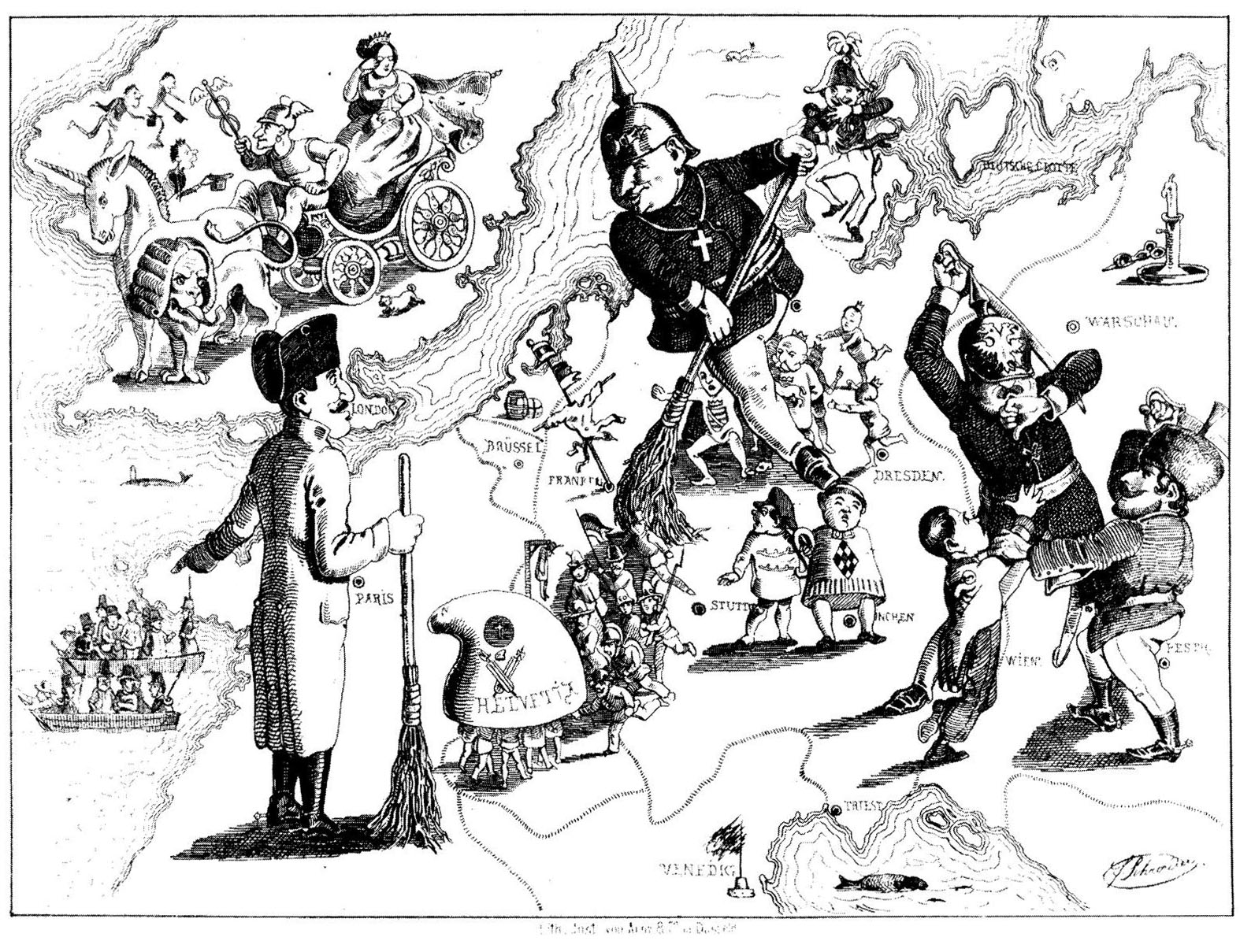
Rundgemälde von Europa im August MDCCCXLIX (1849), politische Karikatur von Ferdinand Schröder zum Scheitern der Deutschen Revolution 1848/1849 in: Düsseldorfer Monathefte, Arnz & Comp., Düsseldorf 1849

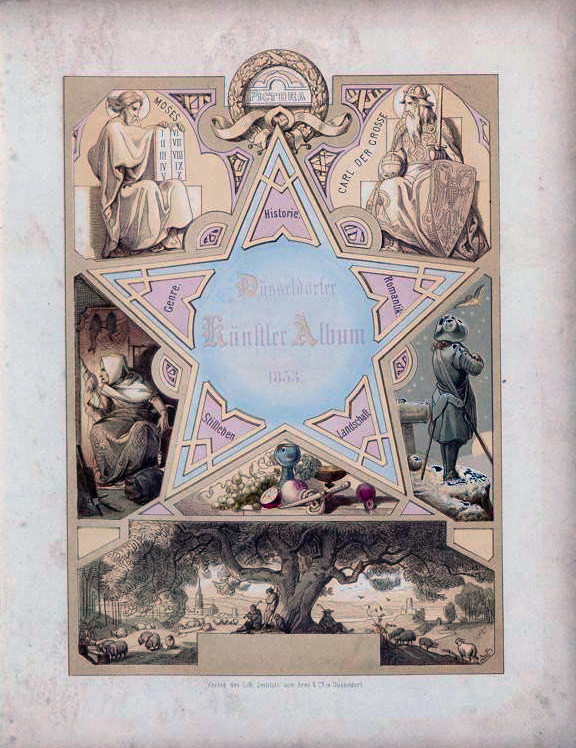
Düsseldorfer Künstler-Album, Titelblatt für die Ausgabe 1853, Caspar Scheuren

Eine Verbindung des Unternehmens mit der bildenden Kunst Düsseldorfs war erstmals 1838 mit den Bildern und Randzeichnungen zu deutschen Dichtungen sichtbar geworden; das im Düsseldorfer Verlag Buddeus veröffentlichte Werk hatten Arnz & Comp. mit Lithografien von Johann Baptist Sonderland beliefert. Als 1847 die Satirezeitschrift Düsseldorfer Monathefte unter der Leitung von Lorenz Clasen ihren Betrieb aufnahm, gewannen Arnz & Comp. durch genrehafte Szenen und Karikaturen von Andreas und Oswald Achenbach, Wilhelm Camphausen, Johann Peter Hasenclever, Theodor Hildebrandt, Carl Wilhelm Hübner, Carl Friedrich Lessing, Henry Ritter, Caspar Scheuren, Adolph Schroedter, Ferdinand Schröder und Adolph Tidemand sowie mit humorigen Kommentaren eine neue Zielgruppe und Käuferschicht im kritischen, der Bildung und der Kunst zugewandten Bürgertum, das sie fortan mit weiteren Produkten belieferten, etwa ab 1851 mit Wolfgang Müller von Königswinters Düsseldorfer Künstler-Alben, die sich mit Reproduktionen von Gemälden der Düsseldorfer Malerschule als so erfolgreich erwiesen, dass sich auch fremdsprachige Alben-Ausgaben lohnten, etwa Mary Botham Howitts The Dusseldorf artists’ album (London/Essen 1854) und Bilder aus dem schwedischen Volksleben […] nach Originalgemälden schwedischer Künstler (1855, in schwedischer, deutscher und englischer Sprache).

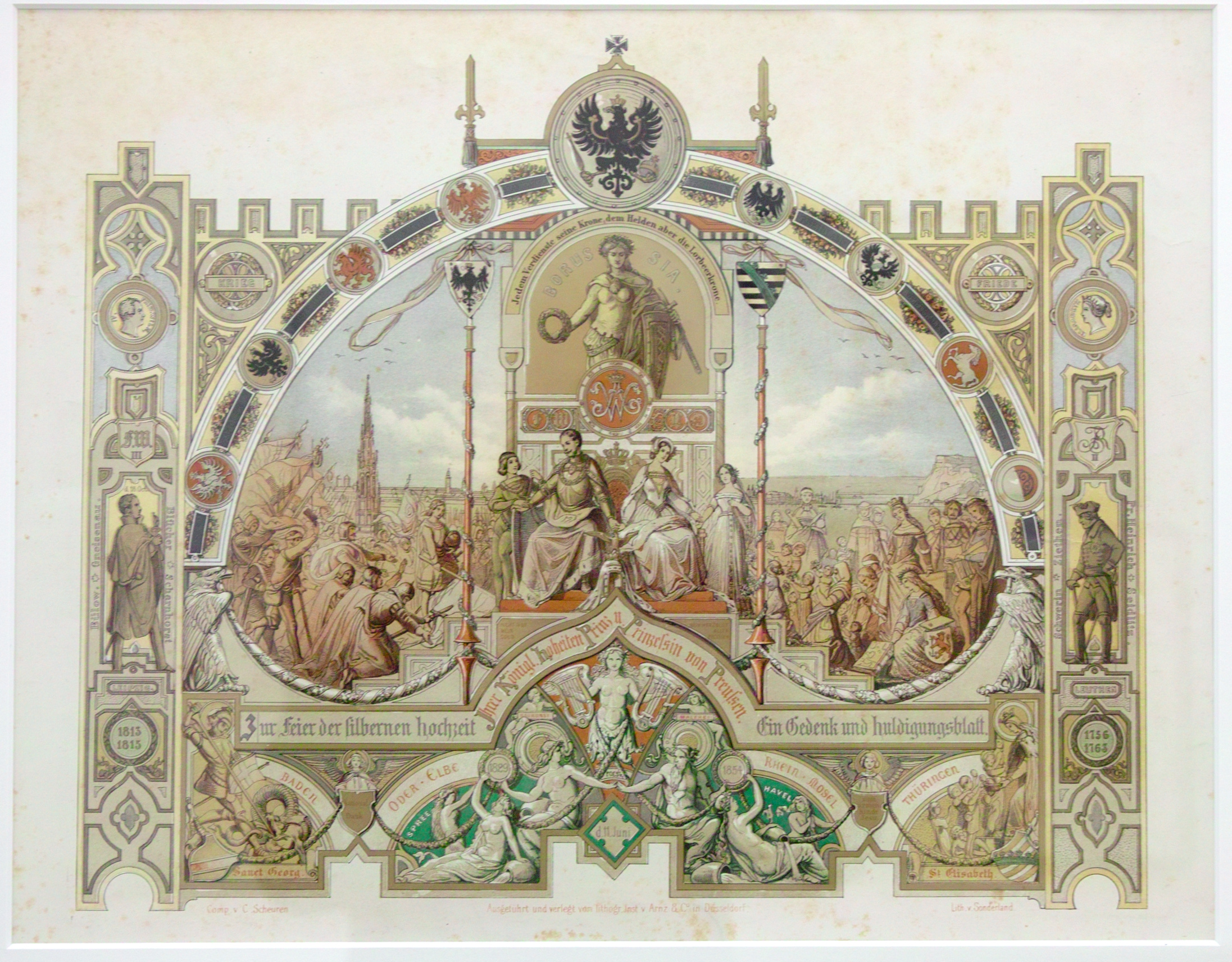
Zur Feier der Silbernen Hochzeit Ihrer Königlichen Majestäten Prinz und Prinzessin von Preußen, Chromolithografie von Johann Baptist Sonderland nach einem Entwurf von Caspar Scheuren, Arnz & Comp. (Elkan & Comp.), Düsseldorf 1864

Eine Wechselfälschung, die kurz vor Weihnachten 1858 bekannt wurde, und der daraus folgende Konkurs der Firma, die zur überstürzten Flucht der geschäftsführenden Brüder Carl und Otto Arnz führten, hinterließen zunächst nur wenige äußerliche Spuren. Die Düsseldorfer Monathefte wurden bis 1861, die Künstler-Alben bis 1864 weitergeführt. Der Illustrator Sonderland, dem der Maler Oswald Achenbach – der Schwager der flüchtigen Arnz-Brüder – beigestellt worden war, führte die Geschäfte unter Aufsicht der Konkursverwalter weiter. 1859 erwarben der Kölner Maler und Lithograf David Levy Elkan sowie der Buchhändler Heinrich Bäumer den Betrieb, den sie unter dem Namen „Elkan, Bäumer & Comp.“ und dem Namenszusatz „vorm. Arnz & Comp.“ weiterführten. Im September 1862 schied Bäumer aus; im Sommer 1864 verkaufte Elkan das Unternehmen an Wilhelm Breidenbach, der die Formel „vorm. Arnz & Comp.“ ebenfalls weiterführte.